# 小行星8735
小行星8735（英語：8735 Yoshiosakai）是一颗围绕太阳公转的小行星。1997年1月2日，小林隆男在大泉天文台发现了此天体。
这颗小行星的绝对星等为342.08634等。